# Igreja da Misericórdia da Chamusca
A Igreja da Misericórdia da Chamusca, também referida como Igreja da Santa Casa da Misericórdia da Chamusca e Igreja do Senhor da Misericórdia, é um templo cristão situada no centro da vila da Chamusca, na atual freguesia de Chamusca e Pinheiro Grande.
É a maior e, provavelmente, a mais rica das igrejas da Chamusca. Está rodeada por um jardim e emoldurada por várias palmeiras. Datada do século XVII, é um exemplar do estilo chão, estilo arquitectónico marcante da arquitectura maneirista portuguesa desta época.[carece de fontes?]

## História
O templo foi mandado edificar em 1619, por D. Rui Gomes da Silva Mendonça e Lacerda, Conde da Chamusca e Senhor de Ulme. As obras, coordenadas pelo Mestre Domingos Marques, começaram a 20 de Abril de 1622, tendo sido concluídas apenas em 1629, com inauguração no dia 1 de Junho desse ano. No entanto, os trabalhos prolongaram-se para além da sua abertura ao culto, tendo sido executados o retábulo do altar-mor e a sua pintura a ouro (em 1631), o seu adorno com um quadro sobre A Visitação de Santa Isabel (em 1636), o revestimento a azulejos da Capela do Senhor dos Passos (em 1643, pelo Mestre Gaspar Gomes), a construção do coro alto (em 1644) e o início da construção da Casa do Despacho e da torre direita (em 1668).
O edifício foi sofrendo várias outras alterações ao longo dos tempos, das quais há a destacar as grandes obras de restauro que comportou logo cem anos após a sua construção, numa altura em que o edifício ameaçava ruína. Este restauro conferiu o actual aspecto à frontaria, tendo a grande janela do coro sido substituída pelas duas janelas agora existentes (em 1722). Para além disso, foram modificados os quatro arcos da capela-mor, que eram até então de alvenaria e que, actualmente, são trabalhados em pedra (igualmente em 1722). Todo este restauro foi pago por um escalabitano, Manuel dos Santos Fortes. Durante este século foram ainda dourados os tronos da capela-mor (em 1702) e o da Capela do Senhor dos Passos (em 1749), foi reconstruído o coro (em 1745), foi colocado o púlpito (início do século) e foi aplicado o revestimento azulejar da nave (na segunda metade do século).
Durante a primeira invasão francesa, foram confiscadas a esta igreja uma lâmpada, seis castiçais, um par de galhetas com o seu prato, um turíbulo e uma naveta com a sua colher.
Devido ao estado deplorável a que havia chegado nos inícios do século XX, a igreja sofreu obras de vulto em 1900 e em 1947, nas quais se procurou restituir-lhe a traça original que havia sido descaracterizada nas várias intervenções anteriores.

## Arquitectura e Arte Sacra
Toda a fachada frontal da igreja é branca, possuindo oito janelas, das quais as três centrais se encontram encimadas por frontões. O portal principal é um excelente exemplo da arquitectura portuguesa deste período, sendo encimado por um vão recto com uma imagem de um santo. A igreja é ladeada por duas torres sineiras.
O corpo da igreja é constituído por uma só nave, sendo esta revestida por um silhar de azulejos do século XVIII, e o seu tecto, em abóbada de berço, apresenta pintado o brasão real, com a cruz de Cristo. Sobre a porta principal encontra-se o coro alto, com antepara de balaústres torsos em madeira. Na parede do lado do evangelho encontra-se o púlpito, em balaústre, enquanto que na parede contrária está situada a tribuna dos mesários, balcão longitudinal constituído pelas treze cadeiras de espaldar alto dos irmãos da Misericórdia, igualmente em balaústre e datada do século XVIII. Nas suas costas, fica a Sala do Despacho, onde se encontra o arquivo da Santa Casa da Misericórdia, e que contém um armário, do século XVIII, destinado a albergar a bandeira da Irmandade.
A nave da igreja e a capela-mor encontram-se separadas apenas por cinco degraus de pedra, trazidos de uma outra igreja entretanto desaparecida, e no cimo dos quais está colocada uma grade com balaústres do século XVIII. Na capela-mor, destacam-se quatro arcos de volta inteira, encimados por sanefas em talha rococó. Destes arcos, dois dão acesso à entrada norte, ao coro e à Sala do Despacho, respectivamente, outro à Capela do Senhor dos Passos e, no restante, foi colocado um altar de talha dourada do século XVIII, no qual se encontra colocada a imagem de Nossa Senhora da Soledade. A Capela do Senhor dos Passos é revestida a azulejos policromados do século XVII.
O altar-mor, em trono, para a exposição do Santíssimo, é constituído por talha dourada do século XVIII. É aqui que se encontra o Senhor Jesus da Misericórdia, belíssima imagem de Cristo pregado na cruz, que data de finais do século XVI e é atribuída à Escola Espanhola. Esta imagem foi colocada no trono em 1629, tendo-lhe sido acrescentado em 1704 o resplendor de prata.
Por baixo do altar-mor, encontra-se numa urna envidraçada uma imagem do Senhor Morto, representando Jesus depois de retirado da cruz, tendo ao seu lado Nossa Senhora. Este conjunto, juntamente com as imagens em roca do Senhor dos Passos e de Nossa Senhora da Soledade, data de 1717 e é atribuído ao escultor francês Claude Laprade. Das outras imagens existentes, há a destacar as de Santo António, de São José (do século XVIII), de São Francisco (em madeira, de 1773) e de Nossa Senhora da Conceição (datada de 1795). Esta duas últimas imagens são provenientes da antiga Igreja dos Terceiros de São Francisco. Para além disso, a igreja contém ainda uma imagem indo-portuguesa da Virgem, em marfim, e um quadro setecentista de Pedro Alexandrino, representando A Visitação de Santa Isabel.

## Devoção ao Senhor da Misericórdia
A imagem do Senhor da Misericórdia sai uma vez por ano à rua, na noite de Sexta-Feira Santa, para a Procissão dos Fogaréus, a celebração religiosa mais antiga e mais importante da vila. De resto, a devoção ao Senhor da Misericórdia data já desde a fundação do templo, sendo-lhe mesmo atribuído um milagre, ocorrido a 23 de Outubro de 1807.
Nesse ano, Portugal havia sido invadido pelas tropas francesas de Napoleão, que tinham tomado a Golegã e tentavam atravessar o Tejo para saquear a Chamusca. O povo da vila acorreu ao Senhor da Misericórdia, tendo as suas preces sido ouvidas, pois os soldados foram arrastados por um aumento súbito do caudal do rio. As tropas francesas desistiram então dos seus intentos, mas, em jeito de vingança, decidiram bombardear a vila. No entanto, as balas dos seus canhões não causaram vítimas nem quaisquer estragos materiais, com excepção apenas do pelourinho da vila, que foi destruído.